# Любимівка (Вишгородський район)
Люби́мівка — село у Димерська селищна територіальній громаді Вишгородському районі Київської області. Вперше згадується в історичних документах 1640 року під назвою Мокрець. Упродовж історії багаторазово змінювало назву — 1640, Мокрець, Злодіївка, с.Воздвиженськ — 1859, с.Мануїльськ — 1918, с.Соснівка — 1958, і знову с.Любимівка — (з 1963 р.).
На території Любимівки в 20 ст. містилася центральна садиба колгоспу «Комунар», який має 2,3 тис. га сільськогосподарських угідь, у т. ч. 1 тис. га орної землі. За успіхи, досягнуті в розвитку сільського господарства, 23 колгоспники одержали урядові нагороди комуністичної влади.
У селі є середня школа, клуб, бібліотека, лікарня.
89 жителів — учасників радянсько-німецької війни — нагороджено орденами й медалями СРСР.

## Пам'ятки

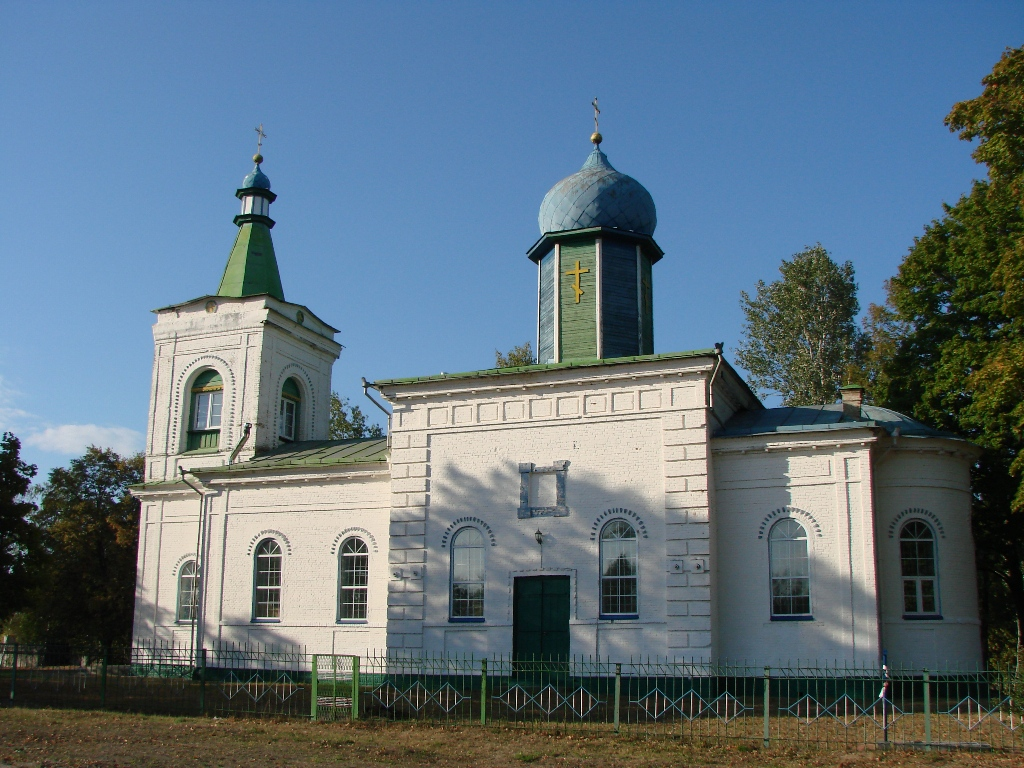
Хресто-Воздвиженська церква, село Любимівка

- Хрестовоздвиженська церква (1859), мурована, пам'ятка архітектури місцевого значення №56-Кв . Поряд із церквою могила краєзнавця Лаврентія Похилевича (1893).
- Пам'ятний знак жертвам Голодомору.
- Збереглася будівля земської школи початку ХХ століття. Офіційно не є пам'яткою.
- Братська могила радянських воїнів, що загинули у 1943 році

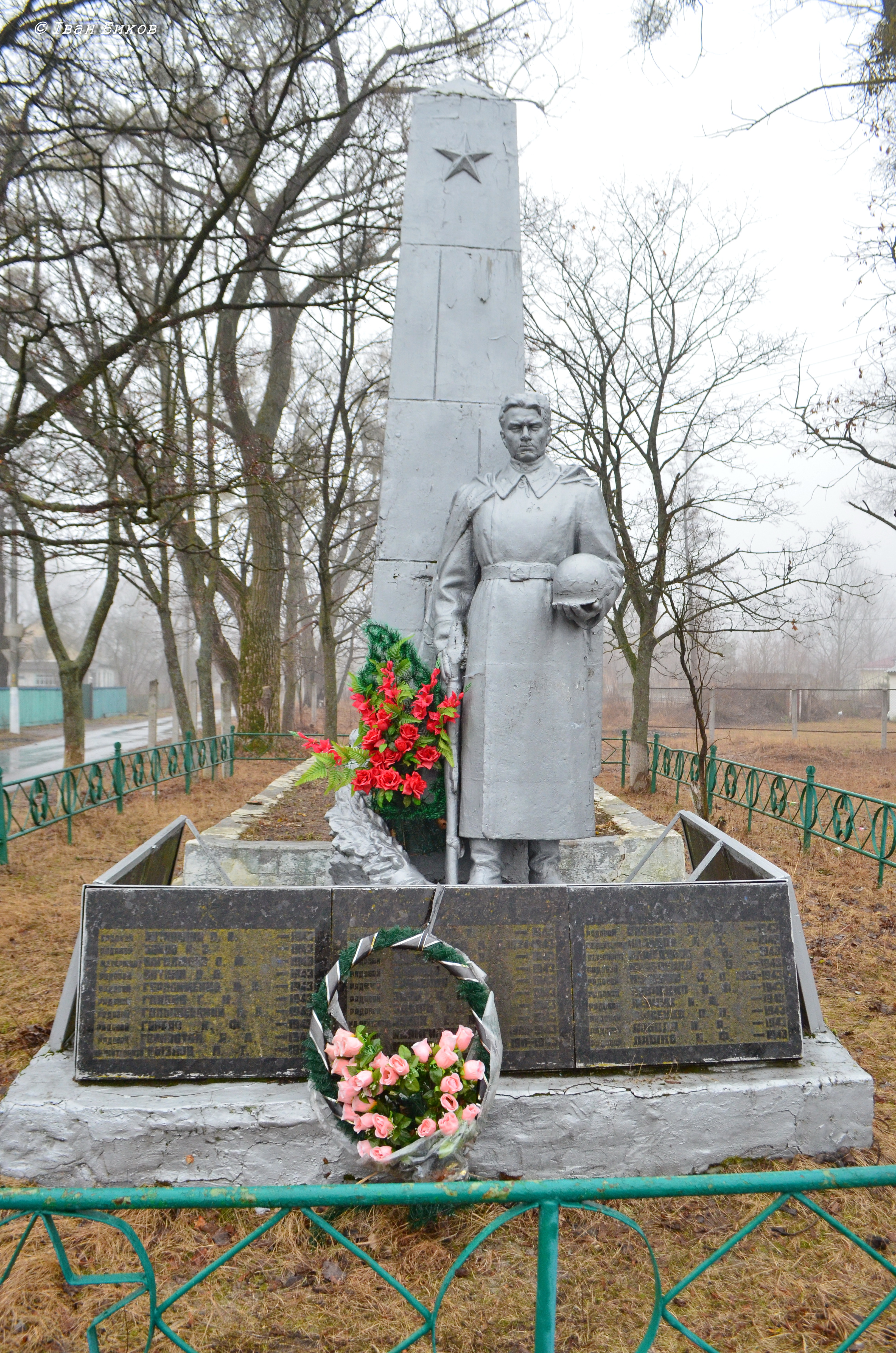
Братська могила радянських воїнів

## Відомі люди
- У селі похований Лаврентій Іванович Похилевич — український краєзнавець.
- Тривалий час мешкала в Любимівці Людмила Гримальська — солістка відомого дуету «Два кольори», Заслужена артистка України. 1990 року разом зі своїм партнером Олегом Ледньовим здійснила тріумфальне турне Україною з театралізованою виставою «По наших селах мандрівка весела»[2].